# كريستيان كونراد بلوين
كريستيان كونراد بلوين هو كاهن كاثوليكي كندي، ولد في 1 نوفمبر 1941، وتوفي في 12 يناير 2019.